# ファビアン・ツー・ドーナ＝シュロディエン
ファビアン・ブルクグラーフ・ウント・グラーフ・ツー・ドーナ＝シュロディエン（Fabian Burggraf und Graf zu Dohna-Schlodien, 1802年8月5日 マルミッツ - 1871年5月4日 クンツェンドルフ・バイ・シュプロッタウ）は、ドイツ・プロイセン王国の貴族、地主、行政官。
地方行政官でマルミッツその他の領主だったファビアン・ツー・ドーナ＝シュロディエン伯爵（1777年 - 1839年）と、その最初の妻の伯爵令嬢アマーリエ・フォン・コスポート（1780年 - 1834年）の間の長男。両親は彼の誕生の翌年に離婚、父はすぐに再婚し多くの子をもうけた。ハイデルベルク大学で学び、1822年サクソ＝ボルシア・ハイデルベルク友愛会に入会した。学業を終えるとプロイセンの国家官僚となった。
1829年7月25日、ラティボジツェ城にてマリー・ヴィルゾーン・フォン・シュタイナハ（1805年 - 1893年）と結婚。彼女は城の所有者ザーガン女公ヴィルヘルミーネの非嫡出の姪であった。妻方の親族がザーガン侯領を所有しており、自身も侯領がその大部分を構成するシュレージエン州ザーガン郡のクンツェンドルフ・バイ・シュプロッタウ（現ポーランド・ルブシュ県ジャガン郡ヒヒ）及びニーダーキュッパー（同郡スタラー・コーペルニャ）の領主だった。1847年から1863年までザーガン郡の郡長を務めた。
この他、宮中顧問官の称号も授けられた。妻との間に2男2女があったが、結婚したのは長女ドロテア（1836年 - 1897年）だけだった。彼女の夫、後にプロイセン陸軍少将となる軍人オスカー・フォン・ディービッチュ（1823年 - 1906年）が、ファビアン夫妻の居館クンツェンドルフ城を相続し、1945年の赤軍占領までディービッチュ家が同城を所有した。

## 引用・脚注
1. ↑  異母弟たちのうち、アルフレート・ツー・ドーナ＝マルミッツ（ドイツ語版）はプロイセン貴族院議員に、エミール・ツー・ドーナ＝シュロディエン（ドイツ語版）はプロイセン陸軍中将になった。
2. 1 2  Kösener Korpslisten 1910, 120, 29
3. ↑  Paul Theroff. “DOHNA”.   Paul Theroff's Royal Genealogy Site. 2019年12月30日閲覧。
4. ↑  ザーガン女公の最初の夫ジュール＝アルマン＝ルイ・ド・ロアン公子と、女公の妹のホーエンツォレルン＝ヘヒンゲン侯夫人パウリーネの不倫関係で生まれた婚外子で、1822年ザクセン王国政府により貴族に叙爵されていた。
5. ↑  Landkreis Sprottau Verwaltungsgeschichte und Landratsliste auf der Website territorial.de (Rolf Jehke)
6. ↑  Genealogisches Handbuch des Adels. Band A XII, S. 124, 125, C.A. Starke-Verlag, Limburg 1973.
7. ↑  Historia Chich i Pałacu